# Олово-сулфид
Олово-сулфид је једињење олова и сумпора опште формуле PbS. Оксидациони број олова у овом једињењу је +2, а сумпора -2.

## Налажење
Олово-сулфид се у природи јавља као минерал галенит чији коцкасти кристали имају сјај попут металног олова.

## Добијање
Настаје:
- редукцијом сулфата угљеником;
- загревањем олова у пари сумпора;
- провођењем водоник-сулфида кроз неутралан, кисео или алкалан раствор неке соли олова (ако је присутна хлороводонична киселина у вишку, онда настаје наранџаст, жут или црвен талог оловотиохлорида ).[1]

## Особине
Оловосулфид се не раствара у води, нити у алкалним хидроксидима и алкалним сулфидима. Уз кључалу разблажену азотну киселину гради се олово-нитрат и сумпор. Концентрована азотна киселина га претвара у олово-сулфат услед оксидације сумпора у сумпорну киселину.
Синтетички добијен олово-сулфид се топи на 1114 °C, док се галенит топи на нешто нижој температури. Почиње да сублимује на 950 °C у вакууму или у струји неког инертног гаса, градећи мале коцкасте кристале. Када се загрева на ваздуху гради олово-сулфат.

## Значај
У аналитичкој хемији таложење олово-сулфида дејством водоник-сулфида на олово-ацетат је доказна реакција за присуство водоник-сулфида.
Галенит је главна руда за добијање олова.